# Кунитоми
Кунитоми (яп. 国富町 Кунитоми-тё:) — посёлок в Японии, находящийся в уезде Хигасимороката префектуры Миядзаки. Площадь посёлка составляет 130,71 км², население — 19 939 человек (1 августа 2014), плотность населения — 152,54 чел./км².

## Географическое положение
Посёлок расположен на острове Кюсю в префектуре Миядзаки региона Кюсю. С ним граничат города Миядзаки, Сайто, посёлок Ая и село Нисимера.

## Население
Население посёлка составляет 19 939 человек (1 августа 2014), а плотность — 152,54 чел./км². Изменение численности населения с 1980 по 2005 годы:
| 1980 | 19 864 чел. |  |
| 1985 | 21 161 чел. |  |
| 1990 | 21 339 чел. |  |
| 1995 | 22 130 чел. |  |
| 2000 | 22 367 чел. |  |
| 2005 | 21 692 чел. |  |

## Символика
Деревом посёлка считается вечнозелёный дуб, цветком — космея.